# ポール・ラウターバー
ポール・クリスティアン・ラウターバー（Paul Christian Lauterbur、1929年5月6日 - 2007年3月27日）は、アメリカ合衆国の化学者。核磁気共鳴画像法（MRI）の開発を可能にする発見で、ピーター・マンスフィールドと共に2003年のノーベル生理学・医学賞を受賞した。彼のオリジナルのMRIは、ロングアイランドにあるニューヨーク州立大学ストーニーブルック校にある。

## 経歴
オハイオ州シェルビー郡のシドニーに生まれた。1951年ケース工科大学を卒業、ダウコーニングに入社。1953年にアメリカ陸軍に徴兵され、メリーランド州エッジウッドの陸軍化学センターに配属された時に、初期の核磁気共鳴 (NMR) 装置の研究に着手した。
1962年ピッツバーグ大学大学院からPh.D.を取得。1969年よりニューヨーク州立大学ストーニーブルック校、1969年よりスタンフォード大学の教員を歴任、ヴァリアン・アソシエイツの援助を受けてNMRの研究に取り組んだ。1985年よりイリノイ大学アーバナ・シャンペーン校の教授に就任した。2007年にイリノイ州アーバナで死去。享年77年。

## 主な受賞歴
- 1983年 - 生物物理学賞
- 1983年 - ハワード・N・ポッツ・メダル
- 1984年 - ラスカー・ドゥベーキー臨床医学研究賞
- 1985年 - ガードナー国際賞
- 1986年 - ハーヴェイ賞
- 1987年 - IEEE栄誉賞
- 1987年 - アメリカ国家科学賞
- 1989年 - ハイネケン賞
- 1990年 - バウアー賞
- 1992年 - ディクソン賞科学部門
- 1994年 - 京都賞先端技術部門
- 2003年 - エドゥアルト・ライン財団技術賞
- 2003年 - ノーベル生理学・医学賞